# Willesden Junction állomás
A Willesden Junction a londoni metró és az Overground egyik állomása a 2-es és 3-as zóna határán, a Bakerloo line, a North London Line, a West London Line és a Watford DC Line érinti.

## Története
Az állomást 1866. szeptember 1-jén adták át, a Bakerloo line 1915. május 10-étől szolgálja ki.

## Forgalom
| Járat | Útvonal | Gyakoriság       |
| ----- | --- | ---------------- |
|       | Harrow & Wealdstone – Kenton – South Kenton – North Wembley – Wembley Central – Stonebridge Park – Harlesden – Willesden Junction – Kensal Green – Queen’s Park – Kilburn Park – Maida Vale – Warwick Avenue – Paddington – Edgware Road – Marylebone – Baker Street – Regent’s Park – Oxford Circus – Piccadilly Circus – Charing Cross – Embankment – Waterloo – Lambeth North – Elephant & Castle                    | 10 percenként    |
|       | Watford Junction – Watford High Street – Bushey – Carpenders Park – Hatch End – Headstone Lane – Harrow & Wealdstone – Kenton – South Kenton – North Wembley – Wembley Central – Stonebridge Park – Harlesden – Willesden Junction – Kensal Green – Queen’s Park – Kilburn High Road – South Hampstead – Euston | 20 percenként    |
|       | Richmond – Kew Gardens – Gunnersbury – South Acton – Acton Central – Willesden Junction – Kensal Rise – Brondesbury Park – Brondesbury – West Hampstead – Finchley Road & Frognal – Hampstead Heath – Gospel Oak – Kentish Town West – Camden Road – Caledonian Road & Barnsbury – Highbury & Islington – Canonbury – Dalston Kingsland – Hackney Central – Homerton – Hackney Wick – Stratford                         | 8-10 percenként  |
|       | Clapham Junction – Imperial Wharf – West Brompton – Kensington (Olympia) – Shepherd’s Bush – Willesden Junction – Kensal Rise – Brondesbury Park – Brondesbury – West Hampstead – Finchley Road & Frognal – Hampstead Heath – Gospel Oak – Kentish Town West – Camden Road – Caledonian Road & Barnsbury – Highbury & Islington – Canonbury – Dalston Kingsland – Hackney Central – Homerton – Hackney Wick – Stratford | 10-15 percenként |

## Átszállási kapcsolatok
| Állomás            | Átszállási kapcsolatok                    |
| ------------------ | ----------------------------------------- |
| Willesden Junction | Helyi buszok (Willesden Junction Station) |

## Fordítás
- Ez a szócikk részben vagy egészben  a   Willesden Junction station című angol Wikipédia-szócikk fordításán alapul.  Az eredeti cikk szerkesztőit annak laptörténete sorolja fel. Ez a jelzés csupán a megfogalmazás eredetét és a szerzői jogokat jelzi, nem szolgál a cikkben szereplő információk forrásmegjelöléseként.